# Centuria, Wisconsin
Centuria là một làng thuộc quận Polk, tiểu bang Wisconsin, Hoa Kỳ. Năm 2006, dân số của làng này là 865 người.